# Sergej Gavrilovič Navašin
Sergej Gavrilovič Navašin (in russo Сергей Гаврилович Навашин?; Volžskij, 14 dicembre 1857 – Puškin (San Pietroburgo), 10 dicembre 1930) è stato un chimico e botanico russo scopritore della doppia fecondazione nelle piante.

## Biografia
Iscrittosi all'Accademia Medico-chirurgica di San Pietroburgo nel 1874, si interessò alla chimica analitica e fu allievo del chimico e compositore Aleksandr Borodin. Nel 1878 si trasferì all'Università di Mosca e si laureò in Chimica nel 1881. Sotto l'influenza di Timirâzev e Zinger iniziò a studiare botanica. Nel 1885 divenne assistente di laboratorio presso la cattedra di Fisiologia vegetale all'Accademia agraria Petrovskaya di Mosca. Dopo la chiusura dell'Accademia (1892), fu trasferito l'anno successivo all'Università di San Pietroburgo e nel 1894 l'Università di Kiev dove ottenne la cattedra di Sistematica e morfologia. Nel periodo 1894-1914 fu direttore del Giardino Botanico dell'Università di Kiev. Si occupò specialmente di citologia e di embriologia; notevoli anche gli studi sul percorso del tubo pollinico nelle Betulacee, nelle Fagacee, nelle Iuglandacee e nelle Olmacee. Nel 1896 discusse la tesi di dottorato presso l'Università di Odessa. nel 1898 scoprì la doppia fecondazione nel sacco embrionale delle Angiosperme. Dopo la rivoluzione di ottobre, nel periodo 1918-1923 fu professore di Botanica all'Università di Tbilisi (Georgia) e nel 1923 fondò l'Istituto di biologia Timirâzev a Mosca, che diresse fino al 1929.